# الخصائص الديناميكية لأدوات وأنظمة القياس
الخصائص الديناميكية لأدوات وأنظمة القياس تُستخدم أجهزة القياس لقياس كميات متغيرة مع الزمن، وقد يكون التغيّر في الكميات تغيّر عابر أو تغير دوري مستقر حيث يكون التغير على شكل دورة تتكرر مع الزمن. ونظرا لأن أنظمة القياس تحتوي على عناصر تخزين للطاقة سواء كان ذلك في صورة حرارية أو كهربية، فإن سريان الإشارة داخل نظام القياس يكون متأثراً بعنصر تخزين الطاقة، وخاصة عندما تكون الإشارة متغيرة مع الزمن؛ لذلك يكون من الضروري دراسة كيفية استجابة نظام القياس للأنواع المختلفة من الإشارات.

## خصائص أجهزة القياس
هناك خصائص ديناميكة لأجهزة القياس يمكن من خلالها تقييم سلوك هذه الأنظمة عند قياس كميات متغيرة مع الزمن. و هذه الخواص هي:
1. سرعة الاستجابة: و هي خاصية تعبر عن مدي استجابة نظام القياس للتغير في الكمية المقاسة.
2. التخلف (تأخر القياس): و هي خاصية تعبر عن التأخر في استجابة نظام القياس للمتغيرات في القيمة المقاسة.
3. الأمانة (بالإنجليزية: Fidelity): تعبر عن مدي إظهار نظام القياس للقيمة المقاسة بدون خطأ ديناميكي.
4. الخطأ الديناميكيكي: هو الفرق بين القيمة الحقيقية المقاسة المتغيرة مع الزمن و القيمة التي يعطيها نظام القياس, بفرض عدم وجود خطأ إستاتيكي.

## التحليل الديناميكي لأنظمة القياس
يمكن دراسة و تحليل سلوك نظام القياس من الناحية الديناميكية لمؤثرين مختلفين هما الزمن و التردد.

في هذه الحالة يعتبر كل من الزمن و التردد متغيرين مستقلين.

### التحليل المتعلق بالزمن
عند قياس كمية متغيرة مع الزمن باستخدام نظام قياس فإن الزمن يعتبر متغير مستقل, و من هنا يكون من الضروري التعرف على استجابة نظام القياس لهذا المتغير.

و الهدف من هذا التحليل هو معرفة شكل التغير في القيمة التي يبينها جهاز القياس مقارنة بالقيمة المقاسة. و لتحقيق هذا الغرض يتم التأثير علي نظام القياس بإشارة ذات تغير معروف بالنسبة للزمن, ثم معرفة شكل التغير بالنسبة لخرج الجهاز.

و عادة ما يتم اختيار شكل التغير في القيمة المدخلة بحيث يمكن وصفه بصورة رياضية مبسطة و يسهل إجراء التحليل الرياضي لها.